# Serious Sam Advance
Serious Sam Advance — компьютерная игра в жанре шутера от первого лица, разработанная студией Climax London и изданная Global Star Software для портативной игровой системы Game Boy Advance в 2004 году. Являясь спин-оффом серии Serious Sam, игра позволяет управлять персонажем Сэмом «Крутым» Стоуном, проходящим через уровни сначала в Древнем Египте, а затем в Древнем Риме, сражаясь с различными противниками.
Разработкой Serious Sam Advance занималась студия Climax London, состоявшая из бывших сотрудников Crawfish Interactive, с использованием технологии рейкастинга. Global Star Software анонсировала игру в январе 2004 года и выпустила её в апреле того же года. Игра получила смешанные отзывы критиков. Положительно были оценены арсенал оружия, разнообразие врагов, дизайн уровней и звуковые эффекты. Мнения о графике разделились. Критике подверглись система управления и проблемы с частотой кадров.

## Игровой процесс
Serious Sam Advance — игра в жанре шутера от первого лица для Game Boy Advance. Игра состоит из двенадцати уровней, каждый из которых представляет собой набор замкнутых помещений, часто выполненных в стиле арен. Некоторые уровни включают элементы головоломок. Игрок управляет персонажем по имени Сэм «Крутой» Стоун, используя крестовину для движения вперёд и назад, а также плечевые кнопки для стрейфа. В помещениях патрулируют враги, атакующие Сэма при обнаружении. При входе в комнату или пересечении триггера появляются дополнительные противники. Всего в игре представлено двадцать типов врагов.
Арсенал игрока включает десять видов оружия, в том числе дальнобойное и бензопилу для ближнего боя. Прицеливание осуществляется с помощью крестовины, а стрельба — кнопкой «A». Удержание кнопки позволяет вести непрерывный огонь. Более точное прицеливание достигается удержанием кнопки «B», а однократное нажатие меняет активное оружие. При близком расположении врагов происходит автоматическое наведение прицела на них. Боеприпасы можно найти в ящиках, расположенных на уровнях.
В Serious Sam Advance отсутствует система сохранения прогресса. Вместо этого используется система паролей для доступа к последующим уровням после перезапуска. Таблица рекордов фиксирует лучший результат игрока, количество встреченных и уничтоженных врагов, однако эти данные также не сохраняются. Игра поддерживает многопользовательский режим вида deathmatch для четырёх игроков при соединении консолей Game Boy Advance через кабель Game Link.

## Сюжет
Сюжет Serious Sam Advance не является каноничным в рамках серии. События игры начинаются после возвращения Сэма «Крутого» Стоуна из путешествия во времени в Абу-Симбел в 2113 году. Учёные изучили технологию Временного Замка (англ. Time Lock), использованную Сэмом для перемещения во времени. Изначально они могли отправлять людей только в Древний Египет и обратно, но к 2020 году научились контролировать время и место назначения путешественников.
Используя эту возможность, агенты были направлены в различные древние цивилизации для выяснения, пытается ли Ментал — главный антагонист серии Serious Sam — изменить ход истории, натравив на них свои орды. Программа успешно функционировала два года, пока трое агентов не пропали без вести вместе с отправленной за ними спасательной группой. Сэм, единственный выживший после предыдущих столкновений с силами Ментала, был выбран для путешествия в Древний Рим 512 года до н. э.
Сэм прибывает в Древний Египет у храма Херкат и пробивается сквозь врагов, посланных Менталом. Пересекая пустыню, он в конечном итоге сталкивается с Сирианским Сфинксом, одним из могущественных приспешников Ментала, и побеждает его. Сэм входит во Временной Замок с намерением вернуться домой, но Ментал вмешивается и отправляет его в Древний Рим. В Риме Сэм вновь сражается с волнами врагов и достигает дворца Цезаря. Там он уничтожает Волкинатора, положив конец попыткам Ментала захватить власть над Древним Римом. Желая отправиться в отпуск на Мауи, Сэм входит в ближайший Временной Замок для возвращения домой.

## Разработка и выпуск
Разработкой Serious Sam Advance занималась компания Climax Group через свое подразделение Climax London, специализирующееся на играх для портативных устройств. В состав команды входили бывшие разработчики из закрывшейся компании Crawfish Interactive. Для создания игры использовался игровой движок, применявший технологию рейкастинга для имитации трехмерной графики на Game Boy Advance — метод, впервые реализованный Crawfish Interactive для этой платформы. Global Star Software, бюджетное издательское подразделение Take-Two Interactive, анонсировало Serious Sam Advance для Game Boy Advance в январе 2004 года одновременно с Serious Sam: Next Encounter для GameCube и PlayStation 2. Выпуск обеих игр в Северной Америке состоялся 14 апреля 2004 года. В Европе игра вышла 30 апреля 2004 года.

## Отзывы и критика
| Сводный рейтинг    | Сводный рейтинг |
| Агрегатор          | Оценка          |
| ------------------ | --------------- |
| Metacritic         | 51 из 100       |
| Иноязычные издания |                 |
| Издание            | Оценка          |
| GameSpot           | 5,6 из 10       |
| IGN                | 5 из 10         |
| Pocket Games       | 4,0 из 10       |

Serious Sam Advance получила смешанные отзывы критиков. Согласно агрегатору рецензий Metacritic, средневзвешенная оценка игры составила 51 балл из 100 на основе девяти обзоров. Крейг Харрис из IGN и Фрэнк Прово из GameSpot отметили, что игра часто страдает от низкой частоты кадров. По мнению Харриса, это значительно повышает уровень сложности Serious Sam Advance. Джес Бикхэм из NGC Magazine прокомментировал, что из-за проблем с частотой кадров игровой процесс «медленный и прерывистый, в конечном итоге шаблонный и утомительный».
Прово положительно оценил оружейный арсенал Serious Sam Advance, разнообразие противников и дизайн уровней. По его мнению, музыкальное сопровождение игры «не запоминается», однако звуковые эффекты оружия и монстров хорошо синхронизированы с игровым процессом. Прово считал графику Serious Sam Advance превосходящей другие игры на Game Boy Advance. Напротив, Боб Мактиг из Pocket Games охарактеризовал визуальную составляющую игры как «пиксельную катастрофу».
Харрис, Бикхэм и Мактиг критически отозвались о системе управления в игре. Харрис и Мактиг сочли её недостаточно точной. Прово отметил, что игра слишком коротка из-за малого количества уровней. Мактиг подчеркнул, что Serious Sam Advance сохраняет верность дизайну оригинальных игр серии Serious Sam. Однако Харрис и Прово пришли к выводу, что платформа Game Boy Advance в целом не подходит для шутеров от первого лица.